# Jonas Karlsson (sportjournalist)
Ulf Jonas Ulrik Karlsson, född 2 juli 1977 i Karlstad, är en svensk journalist, programledare, moderator och krönikör. För närvarande arbetar han som krönikör åt Sveriges Radio och Expressen.

## Journalistkarriär
Jonas Karlsson startade sin karriär som reporter på Göteborgs-Posten. I januari 1999 började han arbeta för SVT. Under åren på SVT kommenterade han främst längdskidor, golf och friidrott tillsammans med Jacob Hård, Anders Gärderud eller Anders Blomquist. I januari 2006 efterträdde han Albert Svanberg som SVT-sports krönikör.  
Han har ofta kommenterat längdtävlingar i till exempel Vinterstudion där han även vid enstaka tillfällen varit programledare.  
Våren 2013 blev Karlsson projektledare för programmet. Han var även projektledare för SVT:s sändningar från världsmästerskapen i nordisk skidsport i Falun 2015. Hösten 2015 blev han återigen krönikör och kommentator på SVT Sport.
För SVT har Jonas Karlsson producerat flera dokumentärer, bland annat "#21 Peter Forsberg", "JO - det evigt gröna trädet" och "Guld - till viket pris" som samtliga prisats vid den internationella tv-festivalen FICTS i Milano.  
I april 2016 lämnade han Sveriges Television för Discovery Networks för att bli programledare för företagets kommande OS-satsning. Jonas Karlsson arbetade på Discovery mellan 2016 och 2024. Sedan hösten 2024 är han frilansande journalist.   
För Discovery och Kanal 5 har Jonas Karlsson producerat flera dokumentärer under vinjetten "Jonas Karlssons olympiska berättelser". Programmet "Ben Johnson - caught only by the truth" vann första pris vid FICTS internationella sport tv-festival i Milano 2021.   
Inför OS i Tokyo 2021 producerade han dessutom programmet "Tyngdlös", som var ett porträtt av stavhopparen Armand Duplantis.  
Vid sidan av rollen som hyllat studioankare under OS har Jonas Karlsson arbetat med några av Kanal 5:s större nöjessatsningar, bland annat Superstars och Vem kan slå Anja och Foppa, tillsammans med Jessica Almenäs och Carina Berg.
Efter tiden på Discovery har Jonas Karlsson bland annat arbetat som krönikör åt Sveriges Radio och Expressen. För SR har han även producerat flertalet dokumentärer.  
Jonas Karlsson har bland annat bevakat 12 olympiska spel, 9 världsmästerskap i friidrott, 8 världsmästerskap i längdskidor och 6 Masters.   
Jonas Karlsson är son till idrottsledaren Ulf Karlsson och yngre bror till miljöforskaren Mikael Karlsson.

## Övrig verksamhet
Vid sidan av jobbet som journalist har Jonas Karlsson engagerat sig mycket inom antidopning. Bland annat har han arbetat för Professor Arne Ljungqvists stiftelse samt PRODIS och han föreläser regelbundet om dopning både som idrotts- och samhällsproblem, samt om idrottsetik.   

## Författarskap
I oktober 2015 utgav Karlsson tillsammans med sin bror Mathias Karlsson spänningsromanen Enhörningen.